# Neuenkirchen (Landhagen)
Neuenkirchen è un comune del Meclemburgo-Pomerania Anteriore, in Germania.

Appartiene al circondario della Pomerania Anteriore-Greifswald ed è parte della comunità amministrativa (Amt) di Landhagen.

## Geografia antropica

### Suddivisioni amministrative
Il territorio comunale si divide in 4 zone (Ortsteil), corrispondenti al centro abitato di Neuenkirchen e a 3 frazioni:
- Neuenkirchen (centro abitato)
- Leist
- Oldenhagen
- Wampen